# Baliza Azopardo
La baliza Azopardo es una baliza no habitada de la Marina Argentina que se encuentra en la ubicación 47°55′54″S 65°47′36″O / -47.93167, -65.79333 en la punta del mismo nombre, la que separa por el norte la Bahía del Oso Marino y por el sur la bahía Azopardo, en la Provincia de Santa Cruz, Argentina. El nombre de la baliza surge de la punta nombrada en honor al primer jefe naval argentino en el año 1811, el maltés nacionalizado argentino Juan Bautista Azopardo.
La baliza tiene una altura de 5,5 m, y se encuentra sobre una roca de aproximadamente 40 metros sobre el nivel del mar, logrando un alcance nominal de 5,4 millas náuticas. Se trata de una estructura troncopiramidal de color negro que presenta dos franjas horizontales amarillas y una central de color negro.

## Referencias

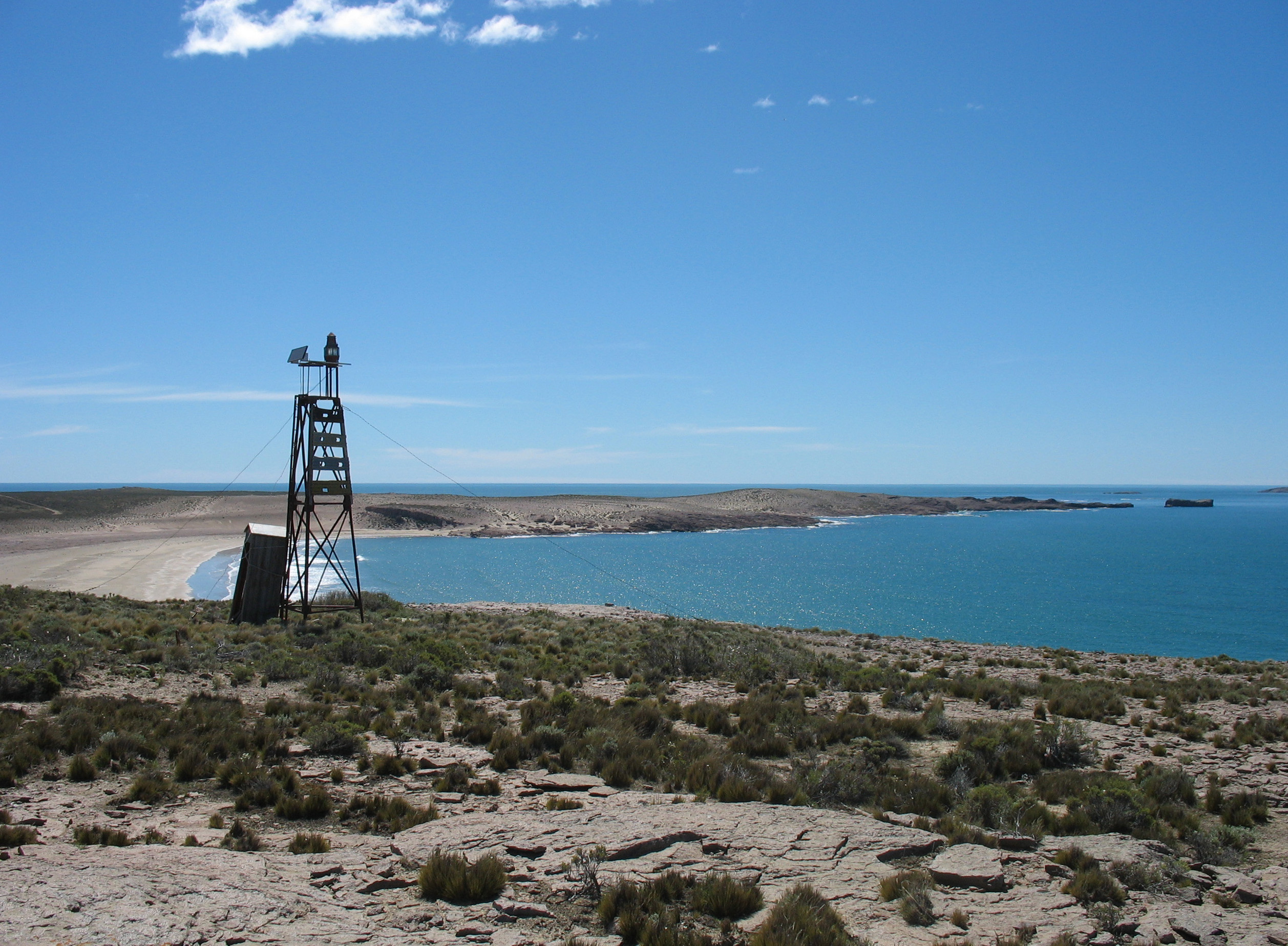
Vista de la baliza Azopardo hacia el norte. Al fondo se observa la Bahía del Oso Marino y Punta Norte.